# Задарени (Арад)
Задарени (рум. Zădăreni) насеље је у Румунији у округу Арад у општини Задарени. Oпштина се налази на надморској висини од 110 m.

## Становништво
Према подацима из 2002. године у насељу је живело 2104 становника.

### Попис2002.
| Расподела становништва по националности 2002.‍ | Расподела становништва по националности 2002.‍ | Расподела становништва по националности 2002.‍ | Расподела становништва по националности 2002.‍ | Расподела становништва по националности 2002.‍ |
| --------------------------------------------- | --------------------------------------------- | --------------------------------------------- | --------------------------------------------- | --------------------------------------------- |
|                                               |                                               |                                               |                                               |                                               |
| Румуни                                        | Румуни                                        |                                               | 2.006                                         | 95,5%                                         |
| Мађари                                        | Мађари                                        |                                               | 58                                            | 2,8%                                          |
| Украјинци                                     | Украјинци                                     |                                               | 16                                            | 0,8%                                          |
| Немци                                         | Немци                                         |                                               | 21                                            | 1,0%                                          |